# Dračevo (Čapljina)
Pour les articles homonymes, voir Dračevo.
Dračevo (en cyrillique : Драчево) est un village de Bosnie-Herzégovine. Il est situé dans la municipalité de Čapljina, dans le canton d'Herzégovine-Neretva et dans la fédération de Bosnie-et-Herzégovine. Selon les premiers résultats du recensement bosnien de 2013, il compte 621 habitants.

## Géographie
Dračevo est situé à la frontière entre la Bosnie-Herzégovine et la Croatie ; son territoire est traversé par la rivière Krupa, qui se jette dans la Neretva.

## Démographie

### Évolution historique de la population
| 1948 | 1953 | 1961 | 1971 | 1981 | 1991 | 2013 |
| ---- | ---- | ---- | ---- | ---- | ---- | ---- |
| -    | -    | 536  | 582  | 611  | 630  | 621  |

|  |

### Communauté locale
En 1991, la communauté locale de Dračevo comptait 1 297 habitants, répartis de la manière suivante :